# Ихтиманска акция (1454)
Ихтиманската акция е военно действие, предпирето от хайдушки части, предвождани от Радич войвода срещу 100-хилядна османска войска край ихтиманската област през 1454 г.
В края на март 1454 г. начело на армия от около 100 000 бойци султан Мехмед II тръгва от Одрин към Сърбия. Той преминава по главния път през Балканите (Via Diagonalis) през Пловдив и София. В средата на април армията на султана стига до Ихтиманско. Там левият фланг на османците бива нападнат от засада от хайдушки подразделения на софийския войвода Радич. С напредването на османската армия към София ударите на хайдушки отряди срещу нея по фланговете и в гръб зачестяват. Трудният терен не позволява да се разбере къде точно се намират хайдушките засади, което води и до забавяне на похода към Сърбия, което османският султан не може да допусне.
Това е последната успешна акция на българският войвода, тъй като през втората половина на април Радич е пленен в София от Мехмед II след измама.